# コーヴェリ
- コーベリ

コーヴェリ（ウクライナ語: Ковель, ウクライナ語発音: [ˈkɔʋelʲ]）はウクライナのヴォルィーニ州コーヴェリ地区にある都市。トゥーリヤ川の河岸に位置する。都市の高さは海抜172 mである。面積は47.3 km²。人口は67,575人 (2022年1月1日)。
コーヴェリは1310年に創建された。1518年に自治権を獲得した。1795年に市制施行された。
市内ではコーヴェリ駅がある。首都キエフまでの直線距離は420 km、鉄道で453 km、車道で442 kmとなっている。州庁所在地までの直線距離は67 km、鉄道で84 km、車道で72.7 kmとなっている。コーヴェリの日は、7月6日となっている。

## 姉妹都市
- ヘウム、ポーランド 1995年
- ブチャ、ウクライナ 2001年
- en:Walsrode、ドイツ 2003年
- ピンスク、ベラルーシ 2003年
- ルジェフ、ロシア 2003年
- ウテナ、リトアニア 2005年
- レギオノヴォ、ポーランド 2005年
- ブジェク・ドルニ、ポーランド 2005年
- en:Smila, Ukraine、ウクライナ 2006年
- ウェンチナ、ポーランド 2006年
- クラスヌィスタフ、ポーランド 2008年
- バルジングハウゼン、ドイツ 2008年